# Schloss Pragtal
Das Schloss Pragtal war ein Landschloss in der Ortschaft Pragtal, Katastralgemeinde Altenburg in der Gemeinde Windhaag bei Perg in Oberösterreich. Erbaut 1564 von Andreas von Prag (1514–1569) und abgetragen 1680 von Eva Magdalena Enzmilner (1629–1700), um Bausteine für das Dominikanerinnenkloster Windhaag zu gewinnen.

## Lage
Das Schloss Pragtal lag inmitten leicht welligem und landwirtschaftlich genutztem Gelände in der Gemeinde Windhaag bei Perg im Mühlviertel. Durch das nahe kleine Tal fließt der Pragtalbach, der unweit in den Thurnhofbach mündet. Das Schloss Pragtal bestand aus zwei Gebäuden:
1. Dem eigentlichen Schloss auf einem sanften Geländesporn, Seehöhe 355 m.
2. Dem Meierhof im flachen Tal des Pragtalbaches etwa 200 m südlich des Schlosses. Dazu rundherum Gärten, Äcker, Wiesen und Weingärten.

Auf dem Platz des eigentlichen Schlosses steht nun das Schanzbauergut (Schanzbaur), Pragtal Nr. 6. Ein umlaufender polygonaler Erdwall zeichnet sich im Gelände nur noch schwach ab. Am Platz des Meierhofs steht nun das Meiergut zu Pragtal (Pragthallhof), Pragtal Nr. 1.

## Geschichte
Kaiser Friedrich III. belehnte 1485 Ladislaus Prager († 1514), auch „Laßla von Prag“ genannt, mit dem Schloss Windhaag. Zwischen 1491 und 1506 ließ dieser auf einer Felseninsel in der Donau vor Mauthausen das Schloss Pragstein erbauen.
Der Sohn und Erbe von Windhaag war Andreas von Prag (1514–1569). Er ließ 1564 die Schlossanlage Pragtal 2,6 km (Luftlinie) südwestlich von Windhaag erbauen. Für den Bau sollen Bausteine von der 1,6 km (Luftlinie) weiter südlich gelegenen und damals schon öden Burgruine Mitterberg verwendet worden sein. Andreas von Prag gab der Schlossanlage den Namen Pragtal. Nach seinem Tod erbten seine Söhne Friedrich von Prag († 1600) und Christoph von Prag (* 1542, † zwischen 1606 und 1617) Windhaag und Pragtal. Am 12. April 1597 mussten sie die Herrschaft allerdings schuldenhalber an den Hauptgläubiger Lorenz Schütter von Klingenberg († 1599) verkaufen. Als dessen Söhne und Erben folgten Georg Schütter von Klingenberg und weitere Personen der Schütterfamilie. 1636 mussten auch sie Windhaag und Pragtal schuldenhalber verkaufen.
Als Käufer von Windhaag und Pragtal folgte schließlich Johann Joachim Enzmilner (1600–1678), der zu beachtlichem Reichtum gekommen war. Er ließ unmittelbar nördlich vom alten Schloss Windhaag das neue Schloss Windhaag hinzufügen. Seine einzige überlebende Tochter Eva Magdalena Enzmilner (1629–1700) folgte als Erbin und Besitzerin der beiden Schlösser Windhaag und des Schlosses Pragtal. Sie war die erste Priorin des Dominikanerinnenklosters Windhaag geworden. Das Klosterleben hatte sie gegen den Willen ihrer Eltern gewählt.
Das große Erbe verleitete Eva Magdalena Enzmilner zu kostspieligen Klosterbauten – und sie ließ dazu das neue Schloss Windhaag ihres Vaters bis in die Grundfeste abtragen. 1680 musste auch das Schloss Pragtal daran glauben. Wörtlich notierte Eva Maria Enzmilner im Stiftungsbüchl 1691:

„Aus Mangel der Stein zum Klosterbau und weilen das Schloss [Pragtal] beim Bau zu erhalten uns zu schwer fiele, hab ich mich resolviert [entschlossen] dasselbe ganz abbrechen und zum Kloster herausführen lassen; jedoch soviel noch stehen lassen, dass ein Untertanenhäusl könne gebaut werden, dasselbe mit Herrenforderung belegt und Pragatalerhäusl genannt, dazu ein feines Grundfleckl zu seiner Notturft wie auch ettliche Stamm Holz vom Krotentalerhof hinweggenommen und diesem Häusl zugestiftet und einem Weber um 68 fl. [Gulden] verkauft“

Vom Schloss Pragtal erhielten sich Reste des südwestlichen Turmes mit Kellergewölbe. Sie sind im Schanzbauergut verbaut. Zusätzlich blieb die Graniteinfassung des Schlossbrunnens mit der Jahreszahl 1564 im Gelände neben dem Schanzbauergut erhalten.

## Beschreibung

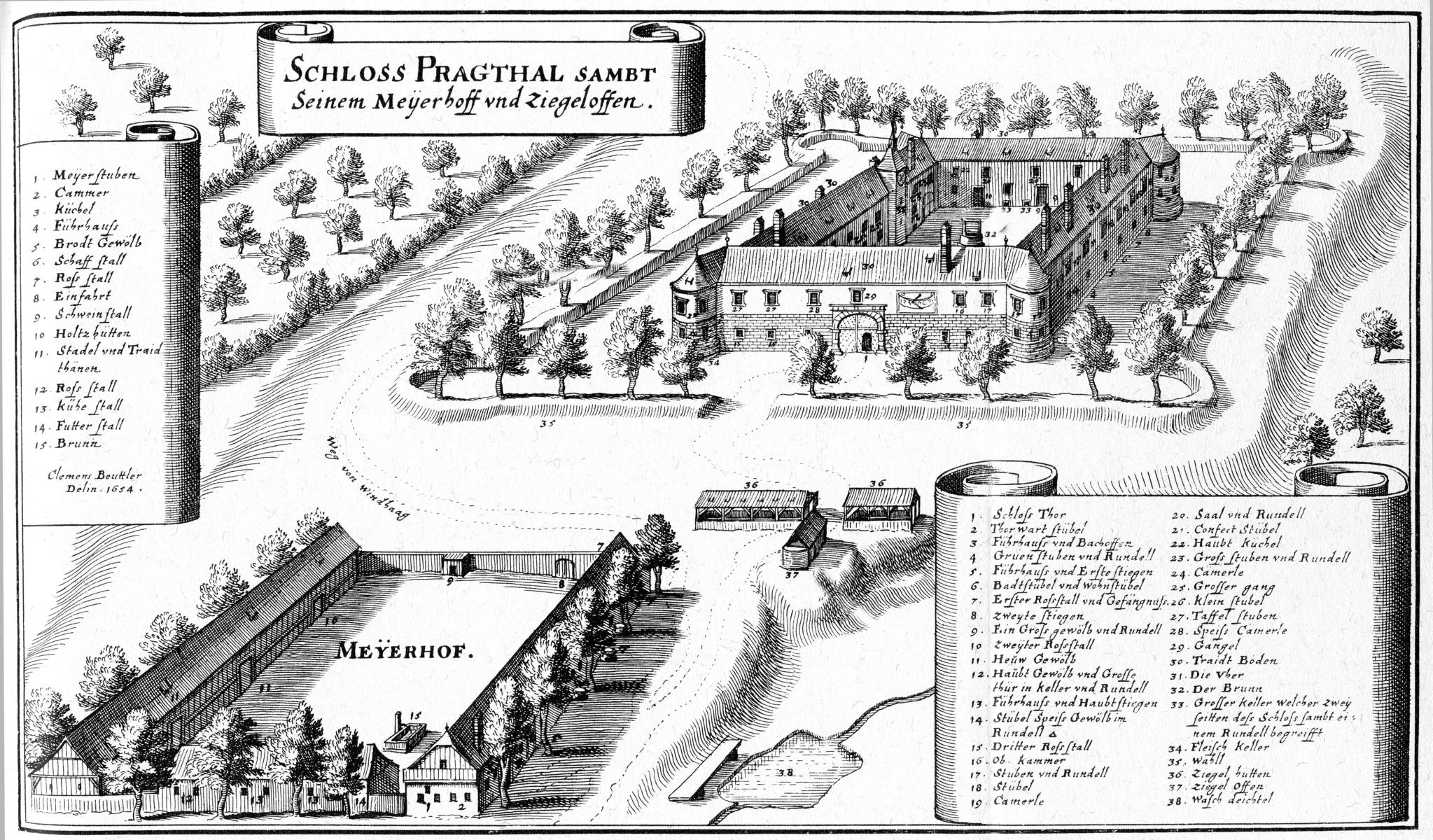
Stich von Clemens Beutler

Das eigentliche Schloss Pragtal war ein großer Vierkanter mit Innenhof. Der Stich von Clemens Beutler gibt ein gutes Bild davon und zählt auch die Lokalitäten auf:
Clemens Beutler zeichnete den Wall viereckig. Im aktuellen Erhaltungszustand ist im Gelände aber ein umlaufender polygonaler Erdwall mit 8 bis 9 Ecken und einem Durchmesser von etwa 150 Metern noch schwach zu erkennen.
Im Jahre 1636 gehörten zum Schloss zwei Tagwerk (0,68 ha) umgebender Anger (Wiesenfläche) zwischen Schlossgebäude und Erdwall. 20 Tagwerk (6,8 ha) Hofgärten, teilweise mit Obstbäumen bestanden. Dazu gehörte noch ein Weingarthäusl, in dem der Weinzierl hauste. Einige Zeit wurde so auf eigenen Gründen Wein gebaut. 1636 waren diese Gründe schon wieder Äcker geworden.
Der Meierhof Pragtal war ein großer Vierkanter mit Innenhof. Der Stich von Clemens Beutler gibt ein gutes Bild davon und zählt auch wieder die Lokalitäten auf:
Im Ziegelofen konnten 10.000 Ziegel gleichzeitig gebrannt werden. 1681 wurden die Ziegel für das Kloster Windhaag und die Klosterkirche noch in Pragtal gebrannt.
Den Grundbesitz für den Meierhof beschaffte man durch Zusammenlegen dreier Bauernhöfe: Die Höfe äußeres und mittleres Krotental (Kraltenthal, Krottenthaler), das Gut im Aichet (Aychholz). Die Bauern wurden abgestiftet. Im Jahr 1636 gehörten zum Meierhof Pragtal acht Tagwerk (2,7 ha) Gärten, in denen unter anderem Brein (Hirse, Buchweizen), Möhren und Hanf gebaut wurden. Dazu kamen 52 Tagwerk (17,7 ha) Äcker, 43,5 Tagwerk (14,8 ha) Wiesen, ein Tagwerk (0,34 ha) Tachetgründe (Vorkommen von Töpferton) beim Lamplberg (Lembelbach) und Schröckhenberg (Schreckenberg).

## Bildergalerie

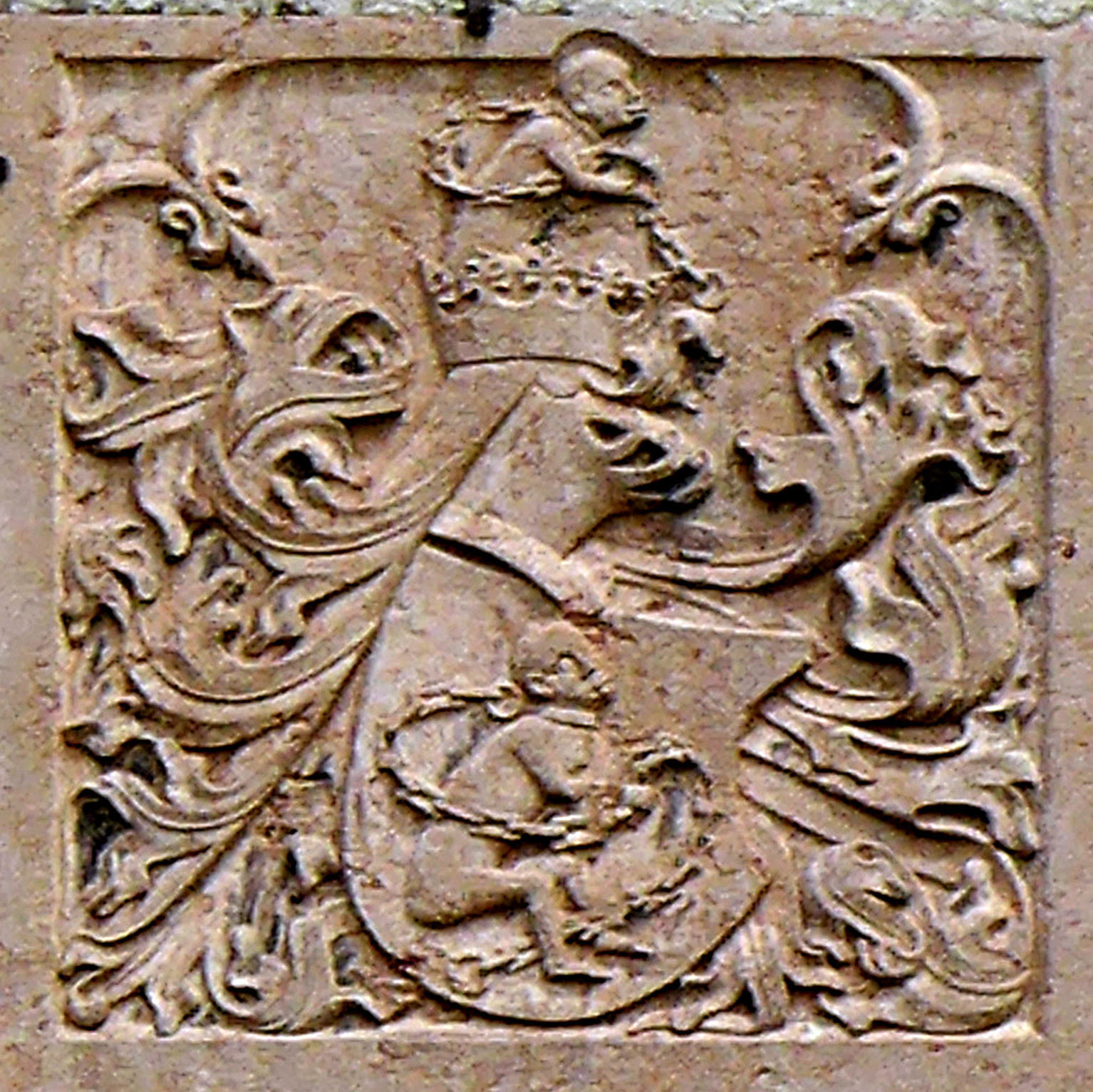
Wappen der Prager
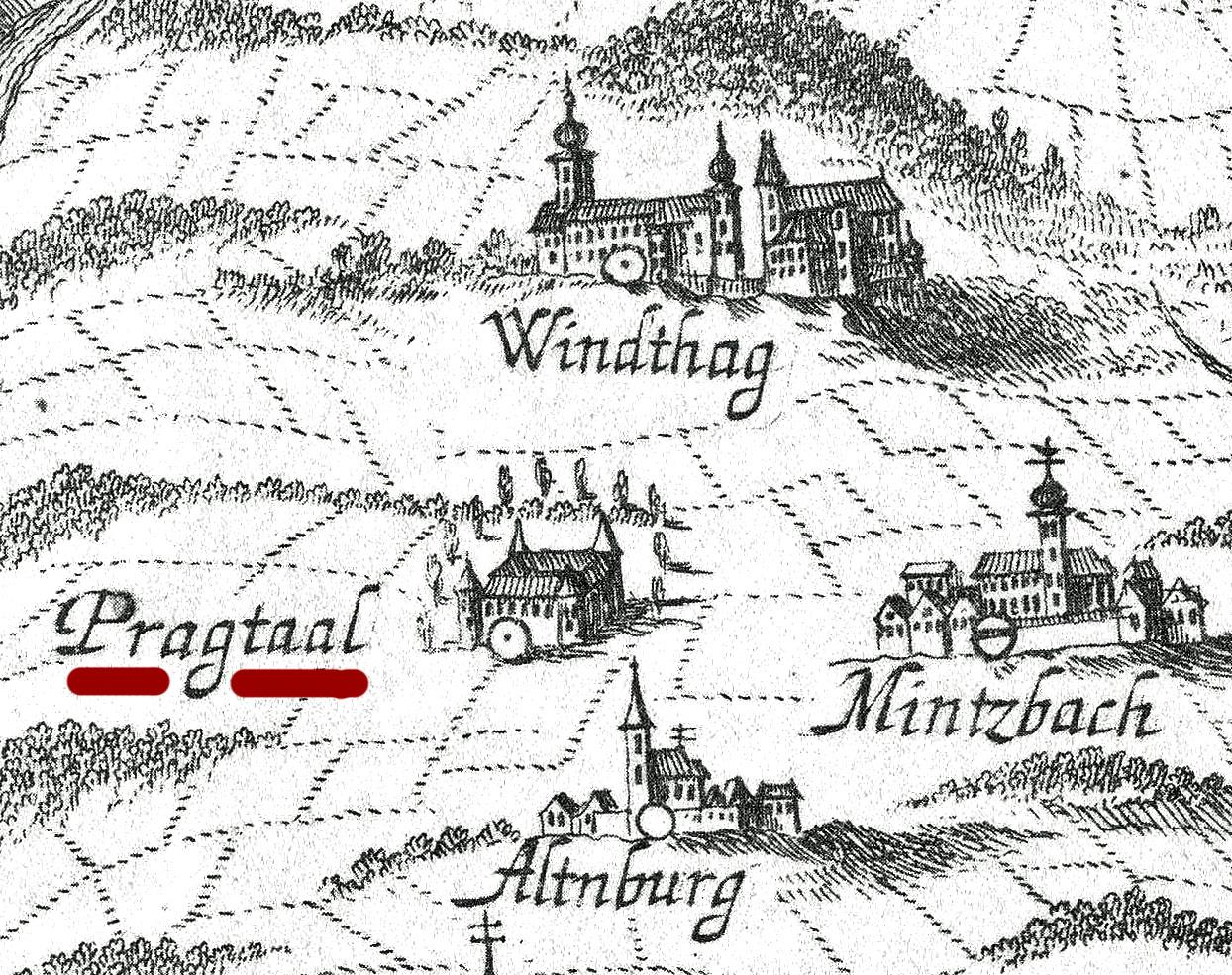
Pragtal 1667
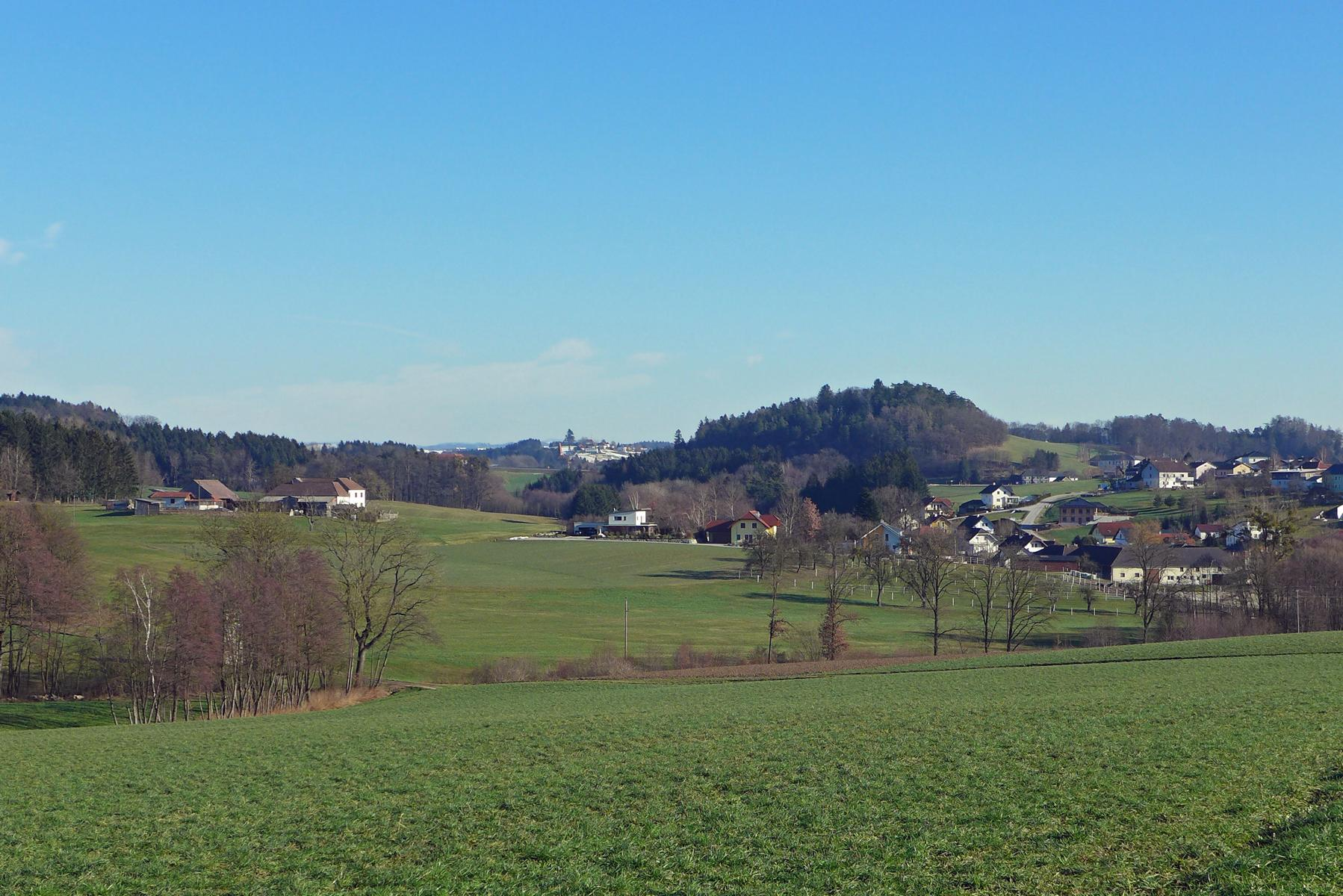
Pragtal von Westen 2019
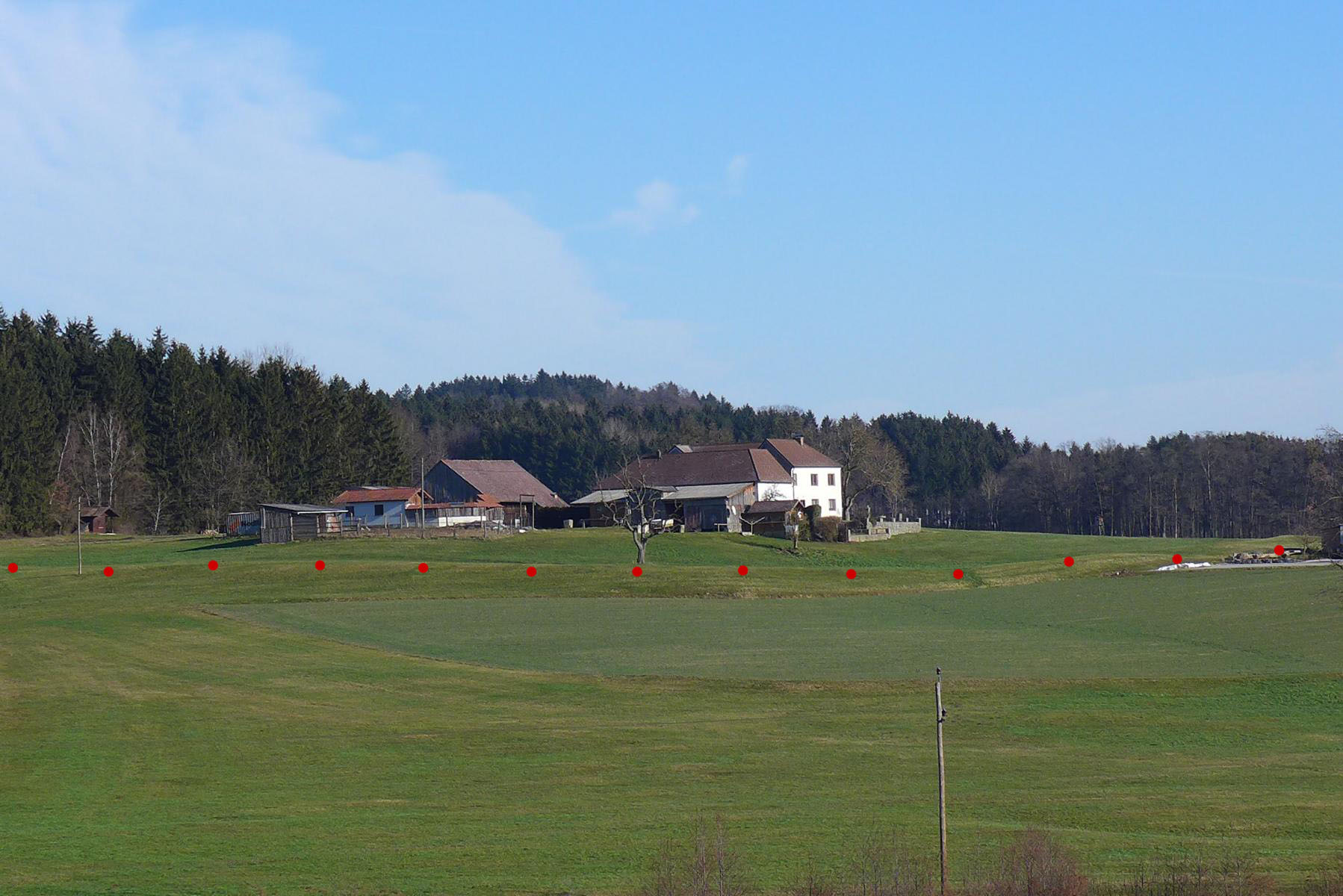
Erdwall & Schanzbauergut
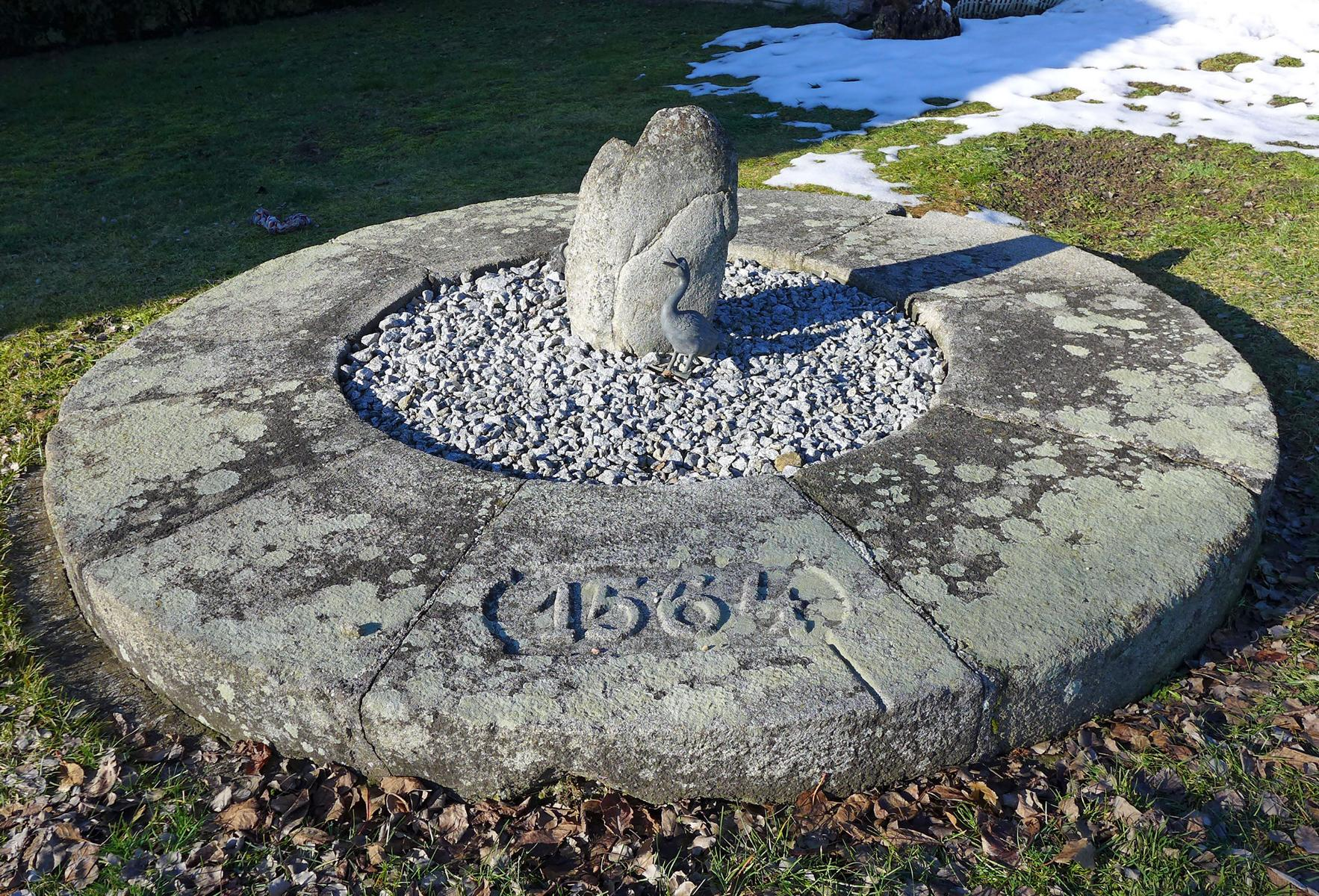
Schlossbrunnen von 1564
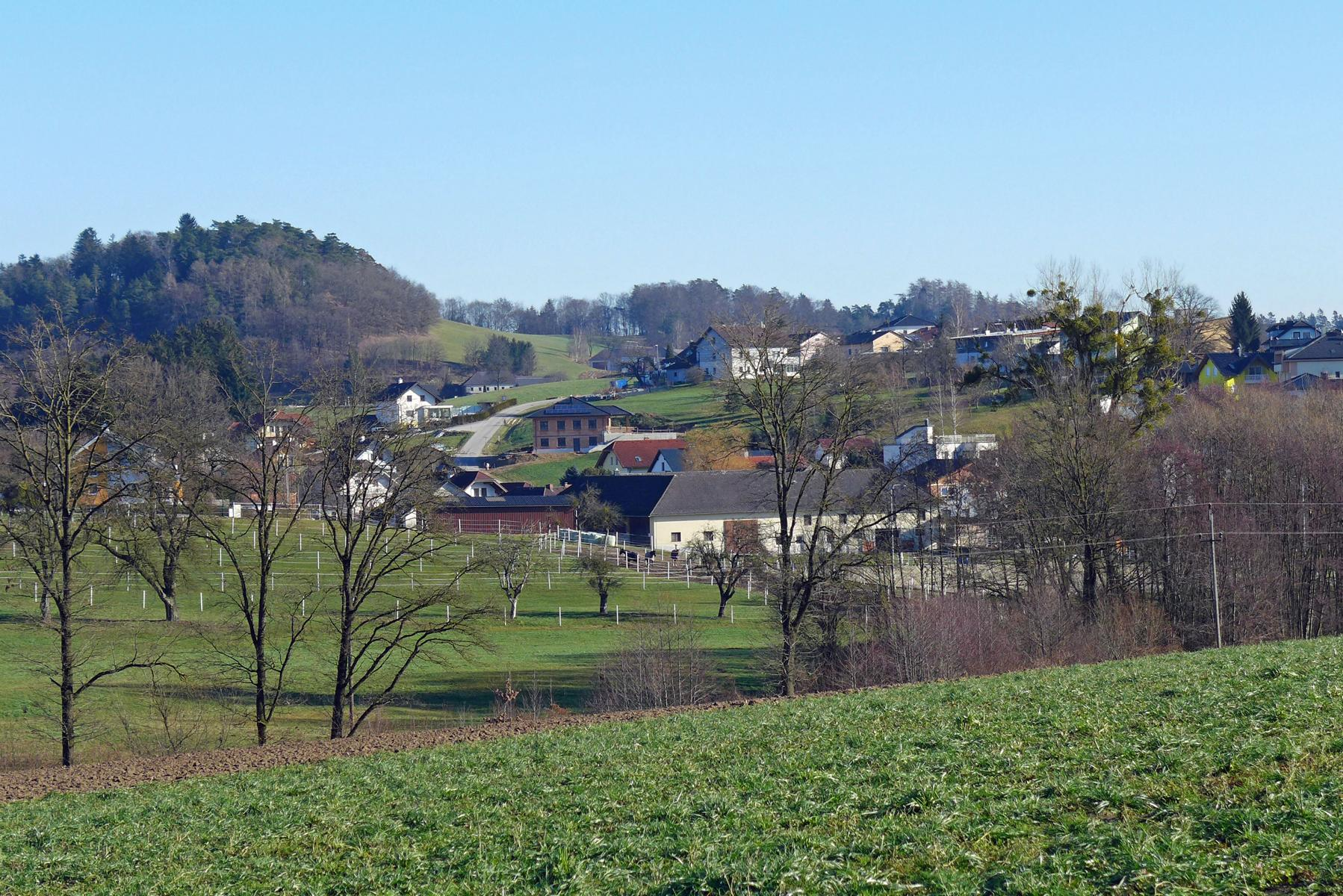
Meiergut